# Trece puntos de Negrín
Los Trece puntos de Negrín, también conocidos como Trece puntos del gobierno de Negrín, son el primer acto político del gobierno socialista de Juan Negrín durante la guerra civil española. Fueron publicados el 30 de abril de 1938, y eran una exposición de su programa político. Los puntos son:

1. La independencia de España.
2. Liberarla de militares extranjeros invasores.
3. República democrática con un gobierno de plena autoridad.
4. Plebiscito para determinar la estructuración jurídica y social de la República Española.
5. Libertades regionales sin menoscabo de la unidad española.
6. Conciencia ciudadana garantizada por el Estado.
7. Garantía de la propiedad legítima y protección al elemento productor.
8. Democracia campesina y liquidación de la propiedad semifeudal.
9. Legislación social que garantice los derechos del trabajador.
10. Mejoramiento cultural, físico y moral de la raza.
11. Ejército al servicio de la Nación, estando libre de tendencias y partidos.
12. Renuncia a la guerra como instrumento de política nacional.
13. Amplia amnistía para los españoles que quieran reconstruir y engrandecer España.

Se trata de un programa propagandístico y estratégico, que por su moderación trataba de buscar apoyos internacionales y, en última instancia, finalizar la Guerra Civil mediante una paz negociada entre los bandos en pugna. Sin embargo, este programa conciliador fue rechazado por Francisco Franco, que tras la severa derrota republicana en la reciente Ofensiva de Aragón se sabía próximo a ganar la guerra e imponer sus condiciones. 
Los gobiernos de Francia y Gran Bretaña, deseosos de mantener la política de apaciguamiento ante las potencias del Eje, y recelando de que el programa de Negrín sea presentado en un momento de gran dificultad militar para la República, ignoraron los Trece puntos. 
La Unión Soviética, impactada por el triunfo de los franquistas en Aragón, interpretó la presentación de los Trece puntos como una señal de debilidad del gobierno republicano. El posterior rechazo de Francia y Gran Bretaña a los Trece puntos fue observado por los soviéticos como prueba de que las democracias capitalistas no apoyarían bélicamente la causa republicana contra Alemania e Italia; en consecuencia, Stalin empezó a reducir progresivamente los suministros de ayuda a la República, y el gobierno de Moscú comenzó a insinuar la posibilidad de un triunfo final del franquismo.